# Norio Kajiura
Norio Kajiura (jap. 梶浦 徳雄, Kajiura Norio; * 2. Juli 1951 in Okayama) ist ein japanischer Videokünstler, Maler und Bildhauer, der seit 1986 in Österreich lebt und arbeitet.

## Leben und Wirken
Der Künstler studierte von 1970 bis 1975 Visualdesign und von 1975 bis 1978 Ölmalerei an der Universität der Künste in Tokio sowie Bildhauerei an der Akademie der bildenden Künste Wien. Seit 1988 ist er Mitglied der Künstlervereinigung MAERZ und seit 2003 beim Künstlerhaus Wien.
2010 initiierte er gemeinsam mit Futao Fujii in Wien eine Retrospektive auf das im Rahmen eines kulturellen Austauschprogramms durchgeführte Stahl-Symposium steel art connection im Hamada Childrens Museum of Arts, Japan, wo zwanzig österreichische und japanische Bildhauer eine Plattform fanden, um unterschiedliche kulturelle Identitäten miteinander in Beziehung treten zu lassen und Grenzen zu überschreiten. Mit der Ausstellung in der art-com gallery wurde dieses kulturelle Austauschprogramm auf dokumentarischer und künstlerische Ebene Form von schwarz/weiß Fotografien des seinerzeitigen Arbeits- und Sozialisationsprozesses und mit aktuellen Werken der am Symposium beteiligten Künstler fortgesetzt. Zu den teilnehmenden Künstlern zählten neben japanischen insbesondere die österreichischen Bildhauer Gottfried Höllwarth, Tone Fink, Franz Xaver Ölzant und Gerhard Laber. Ausgestellt wurden auch Werke des 1998 verstorbenen Franz Katzgraber.

## Werke
Kajiuras Werke sind Skulpturen, Wandobjekte, Zeichnungen und Collagen. Seine plastischen und grafischen Werke beziehen sich auf die Tradition japanischer Kunst, vereint mit dem Wissen um die Errungenschaften der westlichen Avantgarde. Daraus resultiert eine auf das Wesentliche reduzierte künstlerische Sprache mit poetischen Zügen.

## Ausstellungen (Auswahl)
Kajiura präsentiert seine Werke seit 1978 im Rahmen von Einzel- und Gruppenausstellungen sowie bei Kunstmessen im In- und Ausland.
- Freundschaftsausstellung Niederösterreich – Japan, Niederösterreichisches Dokumentationszentrum für Moderne Kunst, St. Pölten, 1996
- Galerie Schloss Puchheim, Attnang-Puchheim, 2003
- Love-seeds-ma – drei japanische Künstlerpositionen in Europa: Shiya Sakurai – Norio Kajiura – Toshiro Yamaguchi, Galerie Schloss Puchheim, Attnang-Puchheim, 2012
- Malerei – Zeichnung – Objekte, Giulio Camagni, Norio Kajiura, Franz Riedl, Artmark Galerie[5], Wien, 2013